# Sonate K. 508
La sonate K. 508 (F.452/L.19) en mi bémol majeur est une œuvre pour clavier du compositeur italien Domenico Scarlatti.

## Présentation
La sonate K. 508, en mi bémol majeur, notée Allegro, forme une paire avec la sonate précédente. C'est une grande pièce dramatique aux effets rhétoriques nombreux : cadences libres, notées Arbitri, cadences mesurées en arpèges, parcourant cinq octaves et mouvements contrastés de doublures d'octaves sonores, etc..

## Manuscrits
Le manuscrit principal est le numéro 25 du volume XII de Venise (1754), copié pour Maria Barbara ; les autres sont Parme XIV 25, Münster I 45 et Vienne C 40.

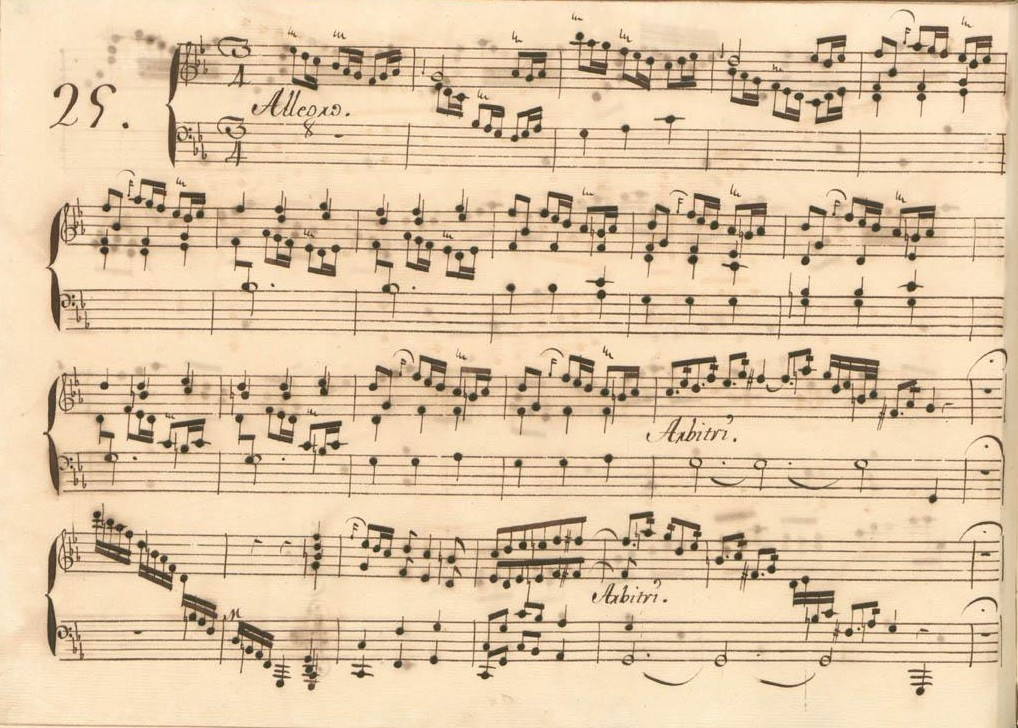
Parme XIV 25.
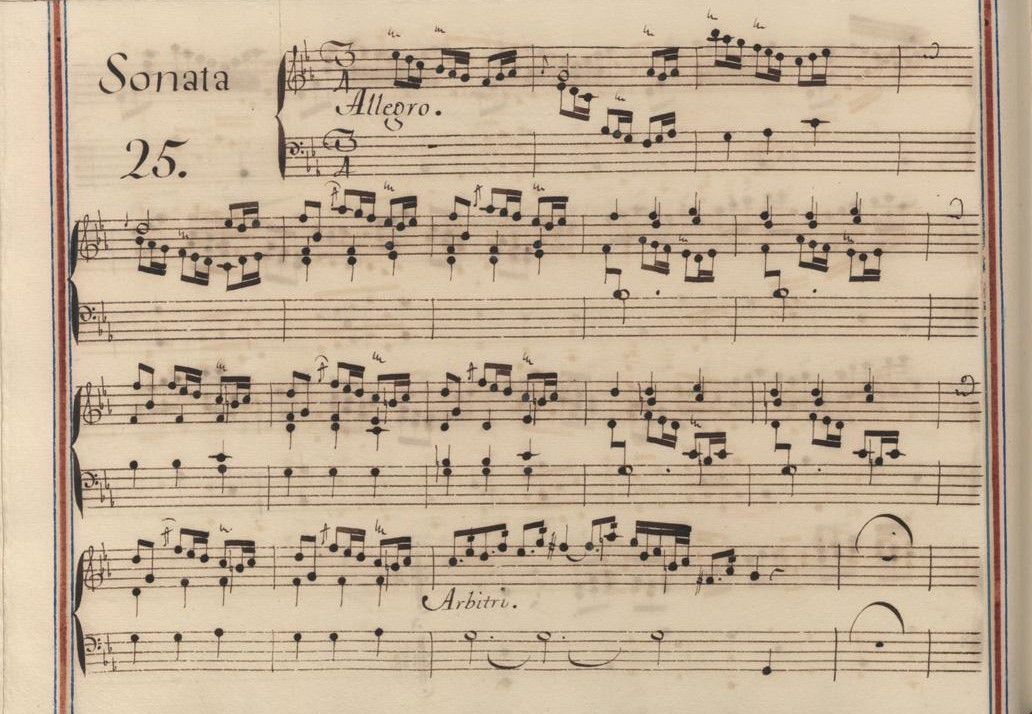
Venise XII 25.

## Interprètes
La sonate K. 508 est défendue au piano notamment par Carlo Grante (2016, Music & Arts, vol. 5) et Alon Goldstein (2018, Naxos, vol. 24) ; au clavecin par Scott Ross (1985, Erato), Fabio Bonizzoni (2003, Glossa), Richard Lester (2004, Nimbus, vol. 5), Pieter-Jan Belder (Brilliant Classics, vol. 11) et Frédérick Haas (2016, Hitasura).

## Sources
: document utilisé comme source pour la rédaction de cet article.
- Ralph Kirkpatrick (trad. de l'anglais par Dennis Collins), Domenico Scarlatti, Paris, Lattès, coll. « Musique et Musiciens », 1982 (1re éd. 1953 (en)), 493 p. (ISBN 978-2-7096-0118-4, OCLC 954954205, BNF 34689181).
- Alain de Chambure, « Domenico Scarlatti : Intégrale des sonates — Scott Ross », Erato (2564-62092-2), 1985 (OCLC 891183737) .